# 挫折

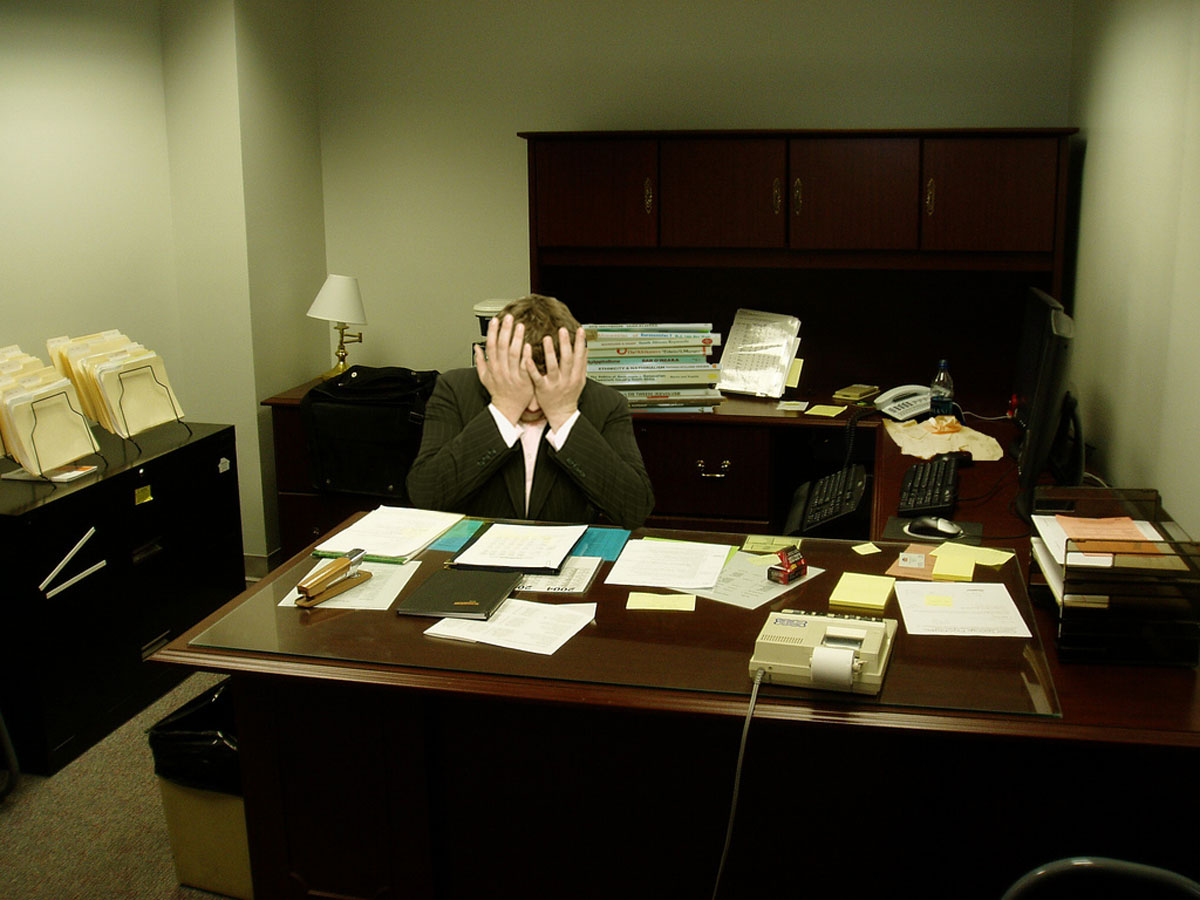
挫折

在心理学上，挫折指的是人的一种常见的情绪反应，与愤怒和失望相关，挫折感是因为个人意志或目标受到阻碍而无法满足产生的，在一个愿望或目标被拒绝或阻碍时，挫折感可能会增加。挫折感分为两种类型，一种是内部的、一种是外部的。内部挫折可能由于满足个人目标、渴望、本能驱使和需要受到挑战而增加，或是处理认知不足，例如缺乏自信或对社会地位的恐惧。矛盾，例如一个人竞争目标时遭到他人的干涉，也可以是挫折感的内部来源并发生认知失调。挫折感的外部原因关系到个人控制的外部环境，例如身体障碍、困难的任务，或察觉到正在浪费时间。有许多种对抗挫折的方法，例如被动性进攻行为、愤怒或暴力。这让确定挫折感的来源变得困难，就如反应是间接的。然而，更多直接和常见的反应是对攻击的偏爱。